# 해적농어
해적농어(Aphredotderus sayanus)는 연농어목에 속하는 민물 물고기의 일종이다. 주로 미국의 동부 해안을 따라서 이어지는 연안 해역과 미시시피강의 바닷물과 민물이 섞이는 기수(汽水) 지역에서 서식한다. 해적농어과(Aphredoderidae)와 해적농어속(Aphredoderus)의 유일종이다. 이 종은 물 속 바닥의 물이 맑고 따뜻하며 느린 물살의 서식지에서 자주 발견된다. 보통 군집생활을 않고 홀로 생활하며 육식성, 야행성 어류이다. 해적농어는 모기 유충과 단각류, 징거미새우, 작은 물고기, 잠자리와 강도래 유충, 지렁이 등을 먹고 사는 것으로 알려져 있다.